# Pour une fois (court-métrage)
Pour plus de détails, voir Fiche technique et Distribution.
Pour une fois est un court-métrage burkinabè d'Idrissa Ouedraogo, réalisé dans le cadre des Scénarios du sahel en 1997, d'après une idée originale de Diarra Diakhaté, un écolier sénégalais de 17 ans.

## Synopsis
Un paysan souhaite faire l'amour à sa femme, mais celle-ci lui demande d'abord de trouver des préservatifs. L'homme part à la boutique mais, hélas, il y a rupture de stock. Il reprend son vélo et part au marché où il finit par les trouver. De retour chez lui sa femme lui annonce qu'elle en avait mais qu'elle l'avait envoyé afin de savoir à quel point il tenait à elle.

## Fiche technique
- Titre : Pour une fois
- Réalisation : Idrissa Ouedraogo
- Scénario : Olivier Lorelle d'après une idée originale de Diarra Diakhaté
- Photo : Luc Drion (image)
- Montage : Cécile Lecante
- Producteur : Sophie Salbot
- Société de production : The Global Dialogues Trust
- Pays d’origine : Burkina Faso
- Langue : mooré
- Format : couleur - 1.66:1
- Durée : 2 minutes 17 secondes
- Date de sortie : 1997

## Distribution
- Rasmané Ouedraogo
- Ina Cissé